# Peoria (Illinois)
 For alternative betydninger, se Peoria. (Se også artikler, som begynder med Peoria)
Peoria er en by i Peoria County, Illinois, USA. Byen har en befolkning på 113.150 (2020) og er dermed den syvendestørste by i Illinois. Det amerikanske udtryk "will it play in Peoria" (en) kommer fra ideen om at Peoria, og Midtvesten generelt, er et ærketypisk amerikansk område.